# Ахметовский сельсовет
Ахметовский сельсовет  — муниципальное образование в Кушнаренковском районе Башкортостана.
Административный центр — село Ахметово.

## История
Согласно «Закону о границах, статусе и административных центрах муниципальных образований в Республике Башкортостан» имеет статус сельского поселения.

## Население
| 2002  | 2009  | 2010  | 2012  | 2013  | 2014  | 2015  |
| ----- | ----- | ----- | ----- | ----- | ----- | ----- |
| 1824  | ↗1916 | ↘1701 | ↘1687 | ↗1693 | ↘1667 | ↘1643 |
| 2016  | 2017  | 2018  |       |       |       |       |
| ↘1625 | ↗1628 | ↘1620 |       |       |       |       |

## Состав сельского поселения
| № | Населённый пункт | Тип населённого пункта       | Население |
| - | ---------------- | ---------------------------- | --------- |
| 1 | Ахметово         | село, административный центр | ↘886      |
| 2 | Кувыково         | село                         | ↘294      |
| 3 | Канлы            | село                         | ↘208      |
| 4 | Ахлыстино        | село                         | ↘183      |
| 5 | Медведёрово      | село                         | ↘90       |
| 6 | Керенёво         | село                         | ↘40       |

## Известные уроженцы
- Ахмалетдинов, Фазульян Фазлыевич (15 апреля 1918 — 29 апреля 1979) — участник советско-финской и Великой Отечественной войн, Герой Советского Союза[13].
- Крашенинников, Фёдор Павлович (27 августа 1898 — 16 февраля 1979) — актёр Русского драматического театра Башкирии, член Союза театральных деятелей (1938), народный артист БАССР (1955)[14][15].